# Ōtomo Chikaie
Ōtomo Chikaie est un nom japonais traditionnel ; le nom de famille (ou le nom d'école), Ōtomo, précède donc le prénom (ou le nom d'artiste).
Pour les articles homonymes, voir Ōtomo.
Ōtomo Chikaie (大友 親家, 1561-4 mai 1641) est un daimyo du début de l'époque d'Edo de l'histoire du Japon. Il est le second fils de Ōtomo Sōrin.
Il est le premier membre du clan Otomo à se convertir au christianisme, à 14 ans sous le nom de « Sebastião ».
Trois ans plus tard, en 1578, son père, après avoir autorisé son fils à se convertir, fera la même chose. Ils détruiront ensuite plusieurs temples bouddhistes et sanctuaires shintoïstes. En 1579, il est nommé successeur de la famille vassale Tahara, à la suite de son adoption par Tahara Chikatsura.
Par suite de nombreux désaccords avec son frère Yoshimune, il semble être conduit à se rapprocher de Shimazu Yoshihisa lors de l'année 1586 et est dépossédé de ses territoires par Toyotomi Hideyoshi après la campagne de Kyūshū. Après cela, il devient vassal de Tachibana Muneshige jusqu'à la bataille de Sekigahara, puis entre au service de Hosokawa Tadaoki en 1609, où il se renomme Tonegawa Michitaka.

## Source de la traduction
- (ja) Cet article est partiellement ou en totalité issu de l’article de Wikipédia en japonais intitulé « 大友 親家 » (voir la liste des auteurs).